# Speciální lineární grupa
Speciální lineární grupa je pojem z teorie grup. Jde o grupu lineárních automorfizmů nějakého vektorového prostoru, které mají determinant jedna. Grupová operace je operace skládání zobrazení.
Ekvivalentně se dá definovat jako množina regulárních matic {\displaystyle n\times n}, které mají determinant jedna. Pro {\displaystyle n}-rozměrný vektorový prostor {\displaystyle V} nad tělesem {\displaystyle F} se příslušná speciální lineární grupa značí {\displaystyle SL(V)}, resp. {\displaystyle SL(n,F)}.
Podobně se definuje speciální lineární grupa pro matice nad nějakým okruhem. Regulární matice nad okruhem obecně nejsou invertibilní, matice determinantu 1 ale ano. Pro okruh celých čísel dostáváme grupu celočíselných matic {\displaystyle n\times n} s jednotkovým determinantem {\displaystyle SL(n,\mathbb {Z} )}.

## Vlastnosti
Speciální lineární grupy nad reálnými resp. komplexnímy čísly {\displaystyle SL(n,\mathbb {R} )} resp. {\displaystyle SL(n,\mathbb {C} )} tvoří pro {\displaystyle n>1} jednoduchou Lieovu grupu dimenze {\displaystyle n-1} resp. {\displaystyle 2n-2}. Tyto grupy jsou nekompaktní. Maximální kompaktní podgrupa {\displaystyle SL(n,\mathbb {R} )} je ortogonální grupa {\displaystyle SO(n)} a maximální kompaktní podgrupa {\displaystyle SL(n,\mathbb {C} )} je unitární grupa {\displaystyle SU(n)}. Fundamentální grupa {\displaystyle SL(n,\mathbb {C} )} je triviální, fundamentální grupa {\displaystyle SL(n,\mathbb {R} )} je izomorfní {\displaystyle \mathbb {Z} } pro {\displaystyle n=2} a {\displaystyle \mathbb {Z} _{2}} pro {\displaystyle n>2}.
Grupa {\displaystyle SL(2,\mathbb {C} )} je izomorfní dvojitému nakrytí Lorentzovy grupy {\displaystyle SO(3,1)}.
Pro konečné těleso {\displaystyle F\simeq GF(p^{k})} jsou konečné i grupy {\displaystyle SL(n,F)}. Odfaktorováním centra {\displaystyle Z} dostáváme Chevalleyho speciální lineární grupy
{\displaystyle A_{n}(p^{k})=SL(n+1,F)/Z}
které jsou jednoduché kromě {\displaystyle A_{1}(2)} a {\displaystyle A_{1}(3)}.